# حزب الأمة الإسلامي
حزب الأمة الإسلامي أول حزب سياسي في المملكة العربية السعودية وعضو مؤسس في اتحاد قوى المعارضة في جزيرة العرب إعلن عنه في 9 فبراير 2011.

## الخلفية
في خطوة تعكس تأثير الاحتجاجات العربية 2010-2011 أكد ناشط سياسي سعودي الشيخ محمد بن غانم القحطاني أنه ينوي تشكيل حزب سياسي هو الأول من نوعه في السعودية، شارك في تأسيس الحزب لواء من الناشطين الإسلاميين والمثقفين السعوديين، من مطالب هذا الحزب إنهاء نظام الملكية المطلقة في السعودية، حيث جاء في بيان الحزب أنه سيشارك في الدفع في عملية الإصلاح السياسي الذي يتطلع إليه عامة الشعب وبكل فئاته في المملكة العربية السعودية ليؤكد على أن الإصلاح السياسي يبدأ بالتخفيف من حالة الاحتقان وتحقيق المصالحة بين الحكومة والتيارات السياسية في الداخل والخارج وإعلان العفو العام وإطلاق كافة سجناء الرأي ودعاة الإصلاح والمعارضين السياسيين وهم بالآلاف من العلماء والمفكرين والوجهاء والدعاة المصلحين، مالبث إن تم حجب الموقع الخاص بالحزب وسجن كل أعضائه.

## الهيئة التأسيسية
- د. أحمد بن سعد آل غرم الغامدي أستاذ جامعي بجامعة أم القرى
- الأستاذ سعود بن أحمد الدغيثر ناشط سياسي
- الأستاذ فيصل بن عبد الله الفواز الزعبي ناشط سياسي
- الشيخ عبد العزيز محمد الوهيبي محامي وناشط سياسي
- أ د. عبد الكريم بن يوسف الخضر أستاذ جامعي
- الشيخ محمد بن حسين الغانم القحطاني رجل أعمال
- الشيخ محمد بن سعد بن محمد آل مفرح رجل أعمال (تم اغتياله)
- الأستاذ محمد بن ناصر الغامدي ناشط سياسي